# Girls²ミサキとクレアのアニファン!
『Girls2ミサキとクレアのアニファン!』（ガールズガールズミサキとクレアのアニファン!）はSeason1は2023年3月31日（30日深夜） - 9月29日（28日深夜）に文化放送・東海ラジオで放送され、Season2は2024年4月6日（5日深夜） - 9月28日（27日深夜）に文化放送のみで放送された、アイドル・パフォーマンスグループ・Girls2のメンバーでアニメファンの鶴屋美咲と増田來亜がかたるファントークバラエティー。
なお、文化放送公式サイトの番組表ではパーソナリティがGirls2のメンバーであることから「I&C（アイドル&お笑い）」番組扱いとなっているが、アニメやアニメソングを扱う番組の性質から、「文化放送A&Gゾーン」の番組としても扱われ、レポート記事もA&G公式サイトに掲載されている。
2023年9月22日（21日深夜）の放送で9月29日（28日深夜）の放送をもってSeason1は一旦放送終了することが発表された。Season1の最終回のエンディングで開始時期、放送媒体は未定だったが、Season2の放送が検討されていることが発表された。
そして、2024年4月6日（5日深夜）から9月28日（27日深夜）まで、毎週土曜日（金曜深夜）2時30分より2時45分まで、Season2の放送が文化放送のみで開始した。なお放送時間はSeason1は30分間だったが、Season2は15分間になる。
2025年8月7日19時より20時まで、特別番組を放送する予定。

## 出演者

### パーソナリティ
- 鶴屋美咲
- 増田來亜

### ゲスト
2週分を同日に連続して収録しているため、基本ゲストも2週は同じ人になる。

### Season1
- 2023年
  - 3月30日 - 初回のためゲスト無し
  - 4月6日・13日 - オーイシマサヨシ（大石昌良）
  - 4月20日・27日 - 無し（ガル学の話）
  - 5月4日・11日 - TRUE（唐沢美帆）
  - 5月18日・25日 - 草野華余子
  - 6月1日・8日 - 無し
  - 6月15日・22日 - クララ、カレン（ClariS）※リモート出演
  - 6月29日 - 杉浦優來、永山椿（Lucky2）
  - 7月6日 - 中村未来、松本駿介（Cö shu Nie）
  - 7月13日・20日 - 隅谷百花、小川桜花（Girls2）（鶴屋は体調不良のため休演）
  - 7月27日・8月3日 - 大橋彩香
  - 8月10日・17日 - 無し
  - 8月24日・31日 - atsuko、KATSU（angela）
  - 9月7日・14日 - 無し（アニサマ2023の感想）
  - 9月21日 - 牧野やすあきproducer（プロデューサー）授業担当
  - 9月28日 - なし（過去の振り返り）［第1期最終回］

### Season2
- 2024年4月6日（5日深夜） - 初回のためゲスト無し